# Premio José Couso de Libertad de Prensa
El Premio José Couso de Libertad de Prensa (en gallego Premio José Couso de Liberdade de Prensa) es un galardón concedido por el Colegio Profesional de Periodistas de Galicia y el Club de Prensa de Ferrol en reconocimiento al trabajo de individuos y organizaciones comprometidos con el derecho a la libre información. Fue creado en homenaje al reportero gráfico José Couso, que murió durante la invasión de Irak de 2003 a causa de los disparos de un carro de combate estadounidense contra el Hotel Palestine de la capital iraquí Bagdad en el que se encontraba.
El galardón es una estatuilla del escultor Manuel Patinha llamado «Alas libres» (Ás ceibes en gallego).

## Lista de galardonados[2]
- I edición, 2005: Ali Lmrabet, periodista y diplomático marroquí.
- II edición, 2006: Le Monde Diplomatique, publicación francesa.
- III edición, 2007: Jon Lee Anderson, periodista estadounidense.
- IV edición, 2008: José Vidal-Beneyto, filósofo y sociólogo español.
- V edición, 2009: Rosa María Calaf, periodista española.
- VI edición, 2010: Daniel Anido y Rodolfo Irago, periodistas españoles.[3]
- VII edición, 2011: Wikileaks, web que publica informes anónimos y documentos filtrados considerados de interés público.[4]
- VIII edición, 2012, Consejo de Informativos de TVE.
- IX edición 2013, Mónica García Prieto.
- X edición 2014, Ricardo García Vilanova, Javier Espinosa y Marc Marginedas, periodistas españoles.
- XI edición 2015, Jordi Évole, periodista español.
- XII edición 2016, Miguel Ángel Aguilar, periodista español[5]
- XIII edición 2017, Xosé Hermida, periodista español[6]
- XIV edición 2018, Julia Otero, periodista española.[7]
- XV edición 2019, el premio fue para la etiqueta (hashtag) #DefendeAGalega con el que se movilizaban cada semana desde 2018 los trabajadores de los medios de comunicación pública gallegos en defensa de la libertad, la igualdad de oportunidades y el valor de lo público.[8]
- XVI edición 2020, el premio fue para Lorenzo Milá, periodista español.[9]
- XVII edición 2021, premio para Manuel Rico, autor de ¡Vergüenza! El escándalo de las residencias [10]
- XVIII edición 2022, para la reportera de TVE, Érika Reija[11]
- XIX edición 2023, Marcos Méndez Moreira, periodista español[12]